# 1994 K리그 드래프트

## 개요
| 드래프트 실시 일시 : 1994년 11월 23일 | 드래프트 실시 일시 : 1994년 11월 23일 |
| 총 드래프트 신청자 : 111명            | 총 드래프트 신청자 : 111명            |
| 지명 형식                             | 숫자                                  |
| ------------------------------------- | ------------------------------------- |
| 드래프트 순번내 지명                  | 36명                                  |
| 번외지명                              | 18명                                  |
| 합계 : 54명                           |                                       |

## 특징
- 1994년 드래프트부터, 꾸준히 논란이 돼왔던 계약금 상한선 (1순위 5천만 원, 2순위 3천 5백만 원 상한) 제도가 철폐됨에 따라 1순위 지명이 확실한 선수들은, 구단과 최저 계약금 5천만원부터 협상을 시작할 수 있게 되었다. 덕분에 정재권, 조진호 두 선수가 신인 계약금 1억을 최초로 돌파하였으나 계약금이 제대로 지불되지 않았다는 루머가 시즌 내내 끊이질 않았다.

- 1993 K리그 드래프트에서 완산 푸마 사태를 겪은 축구인들은, 1994 시즌부터 참가를 선언한 전북 버팔로가 드래프트 지명 참여시, 드래프트 참가를 거부할 것임을 천명하는 사태가 발생했다. 결국 전북 버팔로는 기존의 완산 푸마 잔류 선수단과 여타 구단의 2군 선수를 무상으로 받는 조건으로 1994 드래프트 지명 참여를 포기하였다.

- 당시 4순위 지명은 연고지명이라 하여, 각 구단이 후원하는 대학의 졸업 선수를 우선 지명할 수 있게 하였다.

- 이즈음부터 대우 로얄즈는 신인 선수 육성을 위해, 지나치다 싶을 정도로 드래프트 지명 선수를 많이 뽑았는데, 이들 중에는 2군에서 제대로 된 훈련도 못받고 임금도 체불된 채 축구를 관둬버린 선수들이 상당수였다. 1980년대 대우 로얄즈의 황금 세대가 한꺼번에 은퇴한 뒤 리빌딩에 다급했던 대우의 상황을 잘 보여주는 단면이라 할 수 있겠다.

## 지명 결과
| 구단            | 1순위  | 2순위  | 3순위  | 4순위  | 5순위  | 6순위  | 7순위 이하                                                                                            |
| --------------- | ------ | ------ | ------ | ------ | ------ | ------ | --- |
| 대우 로얄즈     | 정재권 | 김동철 | 함상헌 | 김현수 | 김동기 | 이영우 | 박영수, 김종필, 손승완, 송경섭, 이승태, 황인서 방남구, 안성규, 엄영식, 배종필, 고동국, 강성태, 정철래 |
| 유공 코끼리     | 이임생 | 임기한 | 정인호 | 이용발 | 김정훈 | 이장군 | 김민철, 천대원, 강충일                                                                                |
| 포항제철 아톰즈 | 조진호 | 서효원 | 이승협 | 배창근 | 최상훈 | 이유민 | 박명규, 최주연                                                                                        |
| 현대 호랑이     | 유상철 | 정정수 | 정우영 | 김기남 | 김선태 | 김도형 | 안진규, 이상엽                                                                                        |
| LG 치타스       | 박철   | 최용수 |        | 하명훈 | 홍진호 | 강준호 | |
| 일화 천마       | 한정국 | 김창원 | 김동군 | 이영진 |        |        | 김성                                                                                                  |